# Cattedrale di Périgueux
La cattedrale di San Frontone (in francese cathédrale Saint-Front de Périgueux), è il principale monumento cittadino di Périgueux, costruito inizialmente in stile romanico a partire dal XII secolo.

## Storia
Nell'XI secolo al posto di una precedente cappella del VI secolo che sorgeva sul sito della tomba di san Frontone, fu costruita una chiesa con pianta a croce latina che fu distrutta da un incendio nel 1120. Sui resti venne edificata una seconda grande chiesa, questa volta con pianta a croce greca, con cinque cupole, in stile romanico-bizantino; la chiesa addossata al monastero, fu completata nel 1173. Fu danneggiata dall'occupazione protestante tra il 1575 e il 1581 e nel 1669 vi fu spostata la sede vescovile. Nel XVII secolo le cupole furono ricoperte da un tetto a causa delle infiltrazioni e fu integralmente restaurata e ampiamente rimaneggiata tra il 1852 e il 1902 dagli architetti Paul Abadie, Brugère e Boeswilwald.
Paul Abadie si ispirò alla cattedrale di San Frontone per il progetto della basilica del Sacro Cuore di Montmartre (1876).
La chiesa è classificata come monumento storico dal 1840 e come patrimonio dell'Umanità dal 1998, parte del sito dei Cammini di Santiago in Francia.

## Galleria d'immagini

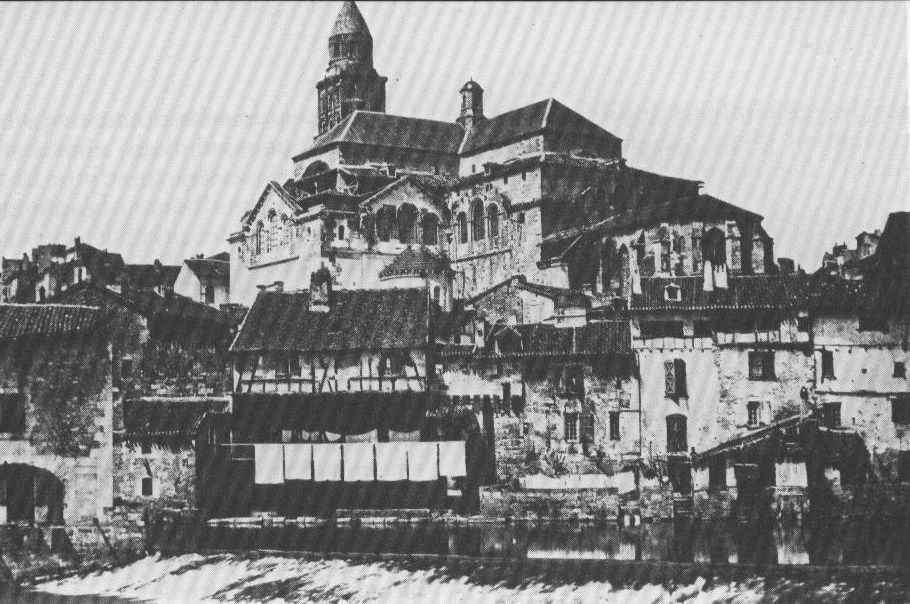
Prima del restauro
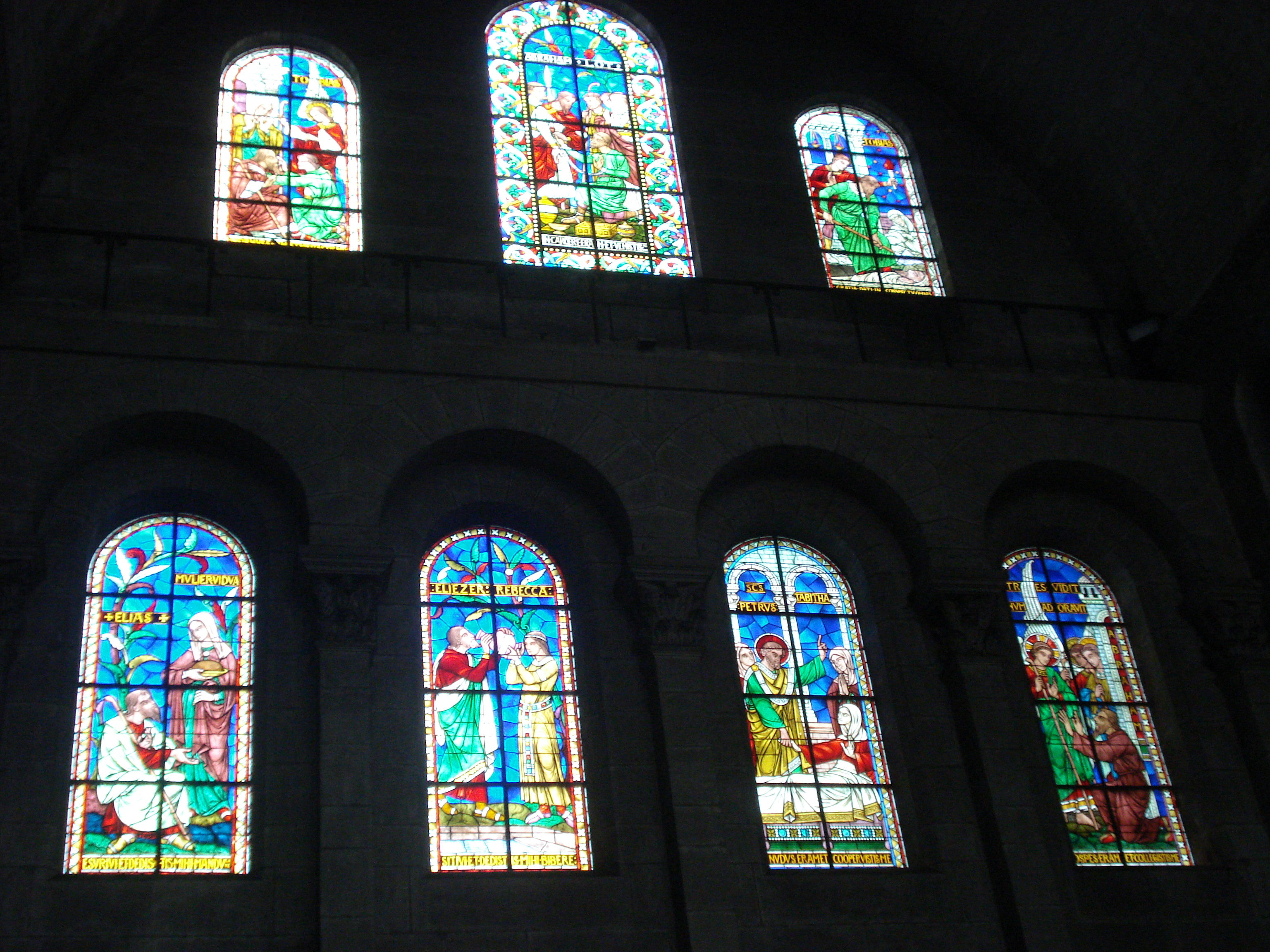
Vetrata
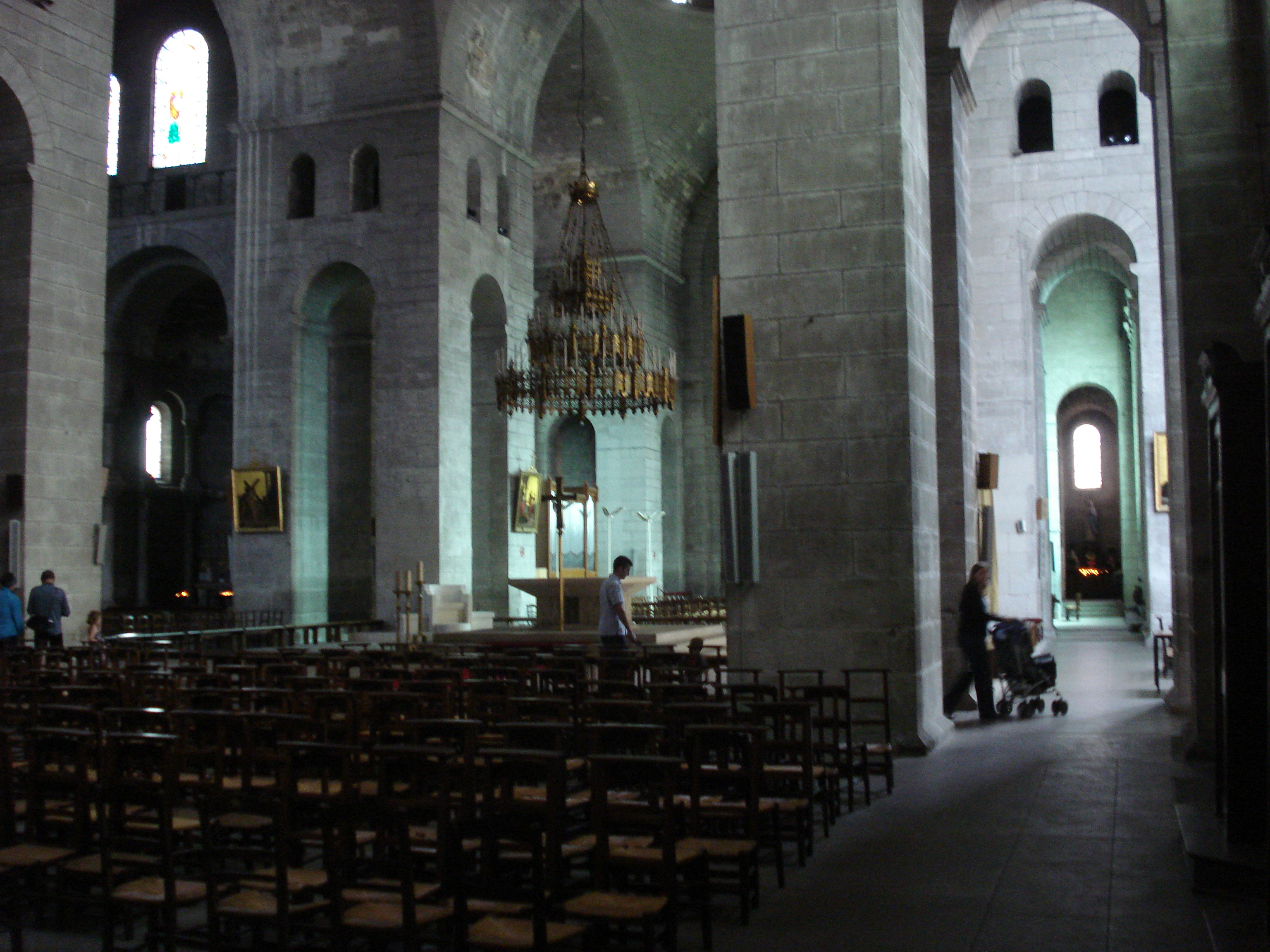
Interno
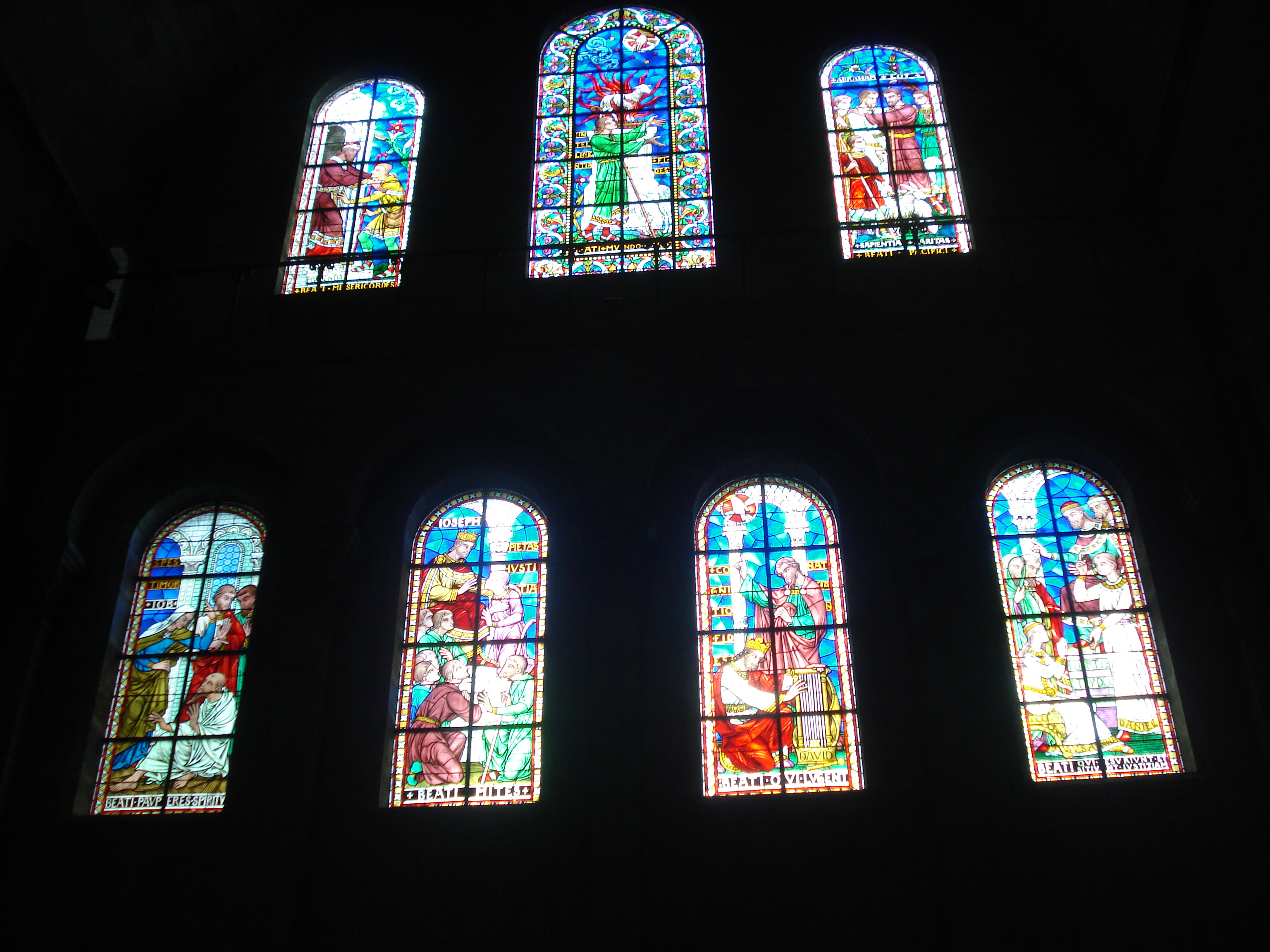
Vetrata
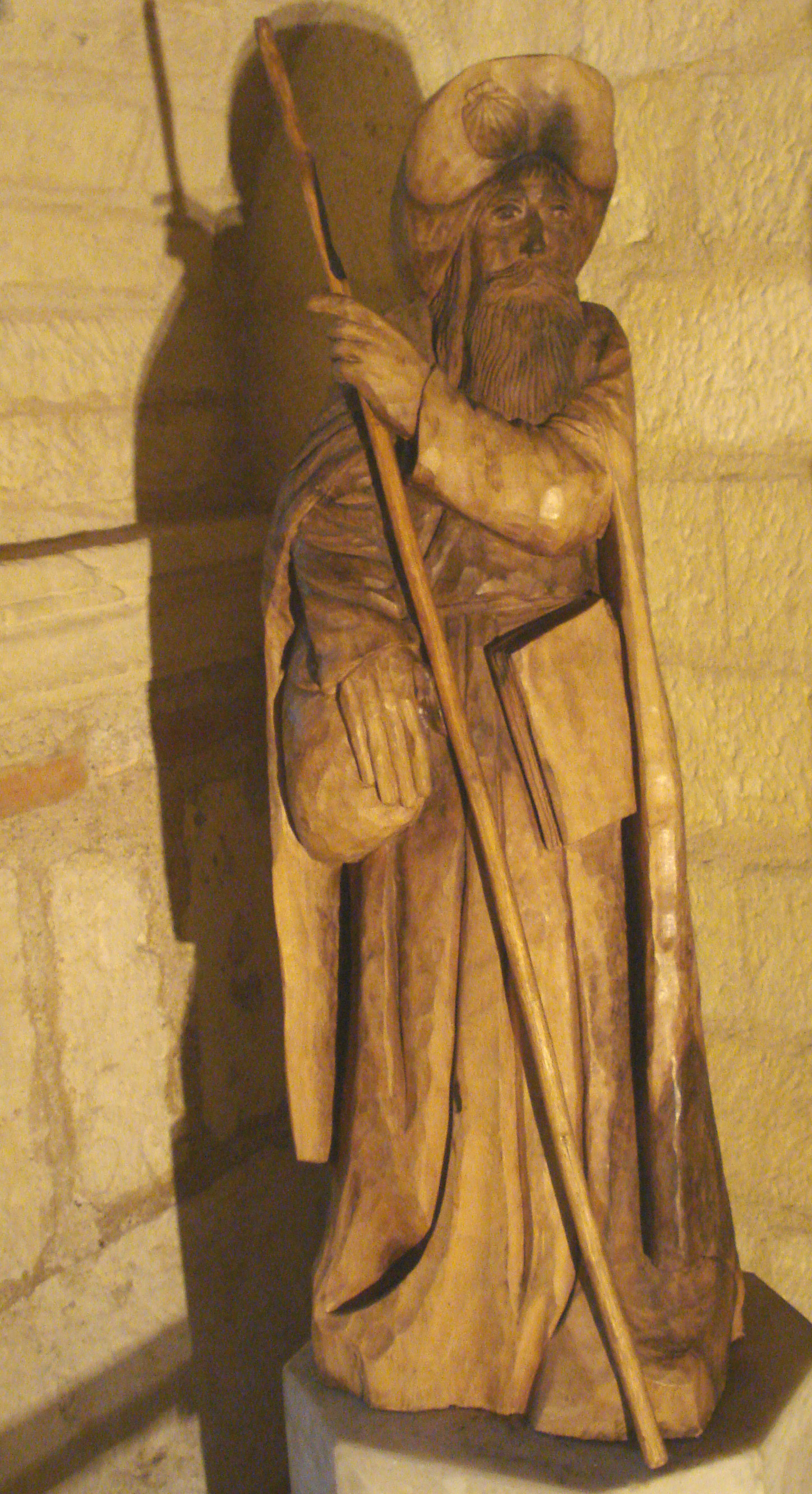
San Giacomo